# Dơi lá quạt
Rhinolophus paradoxolophus là một loài động vật có vú trong họ Dơi lá mũi, bộ Dơi. Loài này được Bourret mô tả năm 1951.